# Vanga de Bernier
El vanga de Bernier (Oriolia bernieri) és un ocell de la família dels vàngids (Vangidae) i única espècie del gènere Oriolia I. Geoffroy Saint-Hilaire, 1838.

## Hàbitat i distribució
Habita els boscos de les terres baixes al nord-est de Madagascar.